# Монти-Алегри-дус-Кампус
Монти-Алегри-дус-Кампус (порт. Monte Alegre dos Campos)  —  муниципалитет в Бразилии, входит в штат Риу-Гранди-ду-Сул. Составная часть мезорегиона Северо-восток штата Риу-Гранди-ду-Сул. Входит в экономико-статистический  микрорегион Вакария. Население составляет 3298 человек на 2006 год. Занимает площадь 549,740 км². Плотность населения — 6,0 чел./км².

## Статистика
- Валовой внутренний продукт на 2003 составляет 33.464.405,00 реалов (данные: Бразильский институт географии и статистики).
- Валовой внутренний продукт на душу населения на 2003 составляет 10.523,40 реалов (данные: Бразильский институт географии и статистики).
- Индекс развития человеческого потенциала на 2000 составляет 0,708 (данные: Программа развития ООН).